# Avneknippe
Avneknippe (Cladium) er en planteslægt. Den indeholder følgende arter:
| Arter |

- Hvas Avneknippe (Cladium mariscus)